# Mejslen
Mejslen el. Gravstikken (Caelum) er et stjernebillede på den sydlige himmelkugle.
Blandt de stjerner, der udgør stjernebilledet, er den blå-hvid kæmpe Delta Caeli.